# Brushford, Somerset
Brushford är en ort och civil parish i Storbritannien.   Den ligger i grevskapet Somerset och riksdelen England, i den södra delen av landet, 240 km väster om huvudstaden London. Brushford ligger 137 meter över havet och antalet invånare är 535.
Terrängen runt Brushford är platt söderut, men norrut är den kuperad. Brushford ligger nere i en dal. Runt Brushford är det ganska tätbefolkat, med 80 invånare per kvadratkilometer. Närmaste större samhälle är Tiverton, 13,4 km söder om Brushford. Trakten runt Brushford består i huvudsak av gräsmarker.